# Список керівників держав 390 року
Список керівників держав 390 року — це перелік правителів країн світу 390 року
Список керівників держав 389 року — 390 рік — Список керівників держав 391 року — Список керівників держав за роками

## Європа
- Британія
  - Дівед — король Анун Дінод (382 — 400)
  - Думнонія — король Гадеон ап Конан (387 — 405)
  - Ебрук — король Коль Старий (383 — 420)
- плем'я вандалів — король Годагисл (359-406)
- плем'я вестготів — вождь Аларіх I (382 — 410)
- Імперія гунів — цар Балтазар (378 — 390), після його смерті на заході почав правити каган Улдін (390 — 410), на сході править каган Донат  (390 — 412)
- Ірландія — верховний король Ніл Дев’яти Заручників (376 — 405)
  - Манстер — король Коналл Корк (390 — 420)
- Римська імперія
  - на заході правив імператор Валентиніан II (375 — 392)
  - на сході правив імператор Феодосій Великий (379 — 395)
- Святий Престол — папа римський Сиріцій (384 — 399)

## Азія
- Аль-Хіра (Династія Лахмідів) — цар Імру аль-Кайс II ібн Амр  (368 — 390), його змінив цар Ан-Ну’ман I ібн Імру аль-Кайс (390 — 418)
- Велика Вірменія — правили два брати — цар Врамшапух (389 — 414)
- Диньяваді (династія Сур'я) — раджа Сур'я Унна (375 - 418)
- Іберійське царство — цар Аспакур III (380 — 394)
- Індія
  - Царство Вакатаків — імператор Дивакарасена (385 — 400) правив за допомогою регента Прабхаватігупта (385 — 405)
  - Імперія Гуптів — магараджа Чандрагупта ІІ (380 — 415)
  - Держава Кадамба — цар Кангаварма (365 — 390), його змінив цар Багітарха (390 — 415)
  - Камарупа — цар Самудраварман (374 — 398)
  - Західні Кшатрапи — махакшатрап Рудрасимха III (388 — 395)
  - Династія Паллавів  — махараджа Віраварман (385 — 400)
  - Раджарата — раджа Упатісса I (370-412)
- Кавказька Албанія — цар Сатой (388 — 399)
- Китай (Період шістнадцяти держав)
  - Тогон —  Мужун Шилянь  (371 — 390), його змінив Мужун Шіпі (390 — 400)
  - Династія Західна Цінь — імператор Ціфу Ганьгуй (388 — 400)
  - Династія Західна Янь — імператор Мужун Юн (386 — 394)
  - Династія Північна Вей — імператор Тоба Гуй (Дао У-ді) (386 — 409)
  - Династія Пізня Лян — імператор Люй Гуан (386 — 394)
  - Династія Пізня Цінь — імператор Яо Чан (384 — 393)
  - Династія Пізня Янь — імператор Мужун Чуй (384 — 396)
  - Династія Рання Цінь — імператор Фу Ден (386 — 394)
  - Династія Цзінь — імператор Сима Яо (Сяо У-ді) (372 — 396)
- Корея
  - Кая (племінний союз) — кимгван Ісипхум (346-407)
  - Когурьо — тхеван (король) Когугян (384 — 391)
  - Пекче — король Чінса  (385 — 392)
  - Сілла — марипкан Немуль (356 — 402)
- Паган — король К'яунг Ту Іт (387 — 412)
- Персія
  - Держава Сасанідів — шахіншах Бахрам IV (388 — 399)
- Тарума (острів Ява) — цар Дхармаяварман (372 — 395)
- Хим'яр — цар Дарамар Айман II (375 — 410)
- Чампа — князь Бхадраварман I (Фан Ху Та) (377 — 399)
- Японія — імператор Нінтоку (313–399)

## Африка
- Аксумське царство — негус Ouazebas (385–395)

## Північна Америка
- Цивілізація Майя
  - місто Тікаль — цар Яш-Нун-Аїн I (378-414)